# Кубок Косова з футболу 2022—2023
Кубок Косова з футболу 2022–2023 — 15-й розіграш кубкового футбольного турніру в Косові після проголошення незалежності. Титул здобула Приштина.

## Календар
| Раунд            | Дата                      | Матчі | Клуби   |
| ---------------- | ------------------------- | ----- | ------- |
| Попередній раунд | 11–26 жовтня 2022         | 10    | 10 → 32 |
| 1/16 фіналу      | 17–24 листопада 2022      | 16    | 32 → 16 |
| 1/8 фіналу       | 4–6 лютого 2023           | 8     | 16 → 8  |
| 1/4 фіналу       | 15 березня 2023           | 4     | 8 → 4   |
| 1/2 фіналу       | 5 квітня – 19 квітня 2023 | 4     | 4 → 2   |
| Фінал            | 5 червня 2023             | 1     | 2 → 1   |

## 1/8 фіналу
| Команда 1                 | Рахунок      | Команда 2       |
| ------------------------- | ------------ | --------------- |
| 4 лютого 2023             |              |                 |
| Фламуртарі (Приштина) (2) | 1:1 пен. 3:4 | Вуштррія (2)    |
| Балкані                   | 2:0          | КФ A&N (2)      |
| Феронікелі (2)            | 1:0          | Трепча'89       |
| Лірія (2)                 | 2:3          | Ллапі           |
| 5 лютого 2023             |              |                 |
| Малішево                  | 2:0          | Фуше-Косова (2) |
| Г'їлані                   | 4:0          | Вйоса (2)       |
| Бехар (3)                 | 3:1          | Прізрені (3)    |
| 6 лютого 2023             |              |                 |
| Приштина                  | 3:1          | Дукаджині       |

## 1/4 фіналу
| Команда 1       | Рахунок      | Команда 2 |
| --------------- | ------------ | --------- |
| 15 березня 2023 |              |           |
| Трепча'89       | 1:5          | Г'їлані   |
| Ллапі           | 2:2 пен. 6:5 | Малішево  |
| Вуштррія (2)    | 1:0          | Бехар (3) |
| Приштина        | 2:0          | Балкані   |

## 1/2 фіналу
| Команда 1          | Заг. | Команда 2    | 1-й матч | 2-й матч |
| ------------------ | ---- | ------------ | -------- | -------- |
| 5 – 19 квітня 2023 |      |              |          |          |
| Г'їлані            | 3–1  | Ллапі        | 2–1      | 1–0      |
| Приштина           | 8–1  | Вуштррія (2) | 2–1      | 6–0      |

## Фінал
| Команда 1     | Рахунок | Команда 2 |
| ------------- | ------- | --------- |
| 5 червня 2023 |         |           |
| Г'їлані       | 0:2     | Приштина  |